# Ebourodounon
Ebourodounon (altgriechisch Ἐβουρόδουνον; lateinisch Ebourodunum) ist ein Ortsname, der in der Geographia des Claudius Ptolemaios als einer der in der Germania magna entlang der Donau liegenden Orte (πόλεις) mit 39° 00′ Länge (ptolemäische Längengrade) und 48° 00′ Breite angegeben wird. Ebourodounon liegt damit nach Ptolemaios zwischen Phelikia und Andouaition. Wegen des Alters der Quelle kann eine Existenz des Ortes um 150 nach Christus angenommen werden.
Bislang konnte der Ort nicht sicher lokalisiert werden. Ein interdisziplinäres Forscherteam um Andreas Kleineberg, das die Angaben von Ptolemaios neu untersuchte, lokalisiert zurzeit Ebourodounon anhand der Transformation der antiken Koordinaten beim heutigen Oberleiserberg im niederösterreichischen Bezirk Korneuburg.